# كيني موور
كيني موور (بالإنجليزية: Kenny Mower)‏ هو لاعب كرة قدم بريطاني في مركز ظهير ‏، ولد في 1960 في Bloxwich ‏ في المملكة المتحدة. لعب مع نادي والسول.